# پال پیرس
پال آنتونی پیرس (به انگلیسی: Paul Anthony Pierce) متولد ۱۹۷۷ میلادی در اوکلند در کالیفرنیا بازیکن ملی پوش امریکایی حرفه‌ای ان بی ای است.
او یک بازیکن آل-استار است که در حال حاضر برای لس آنجلس کلیپرز توپ می زد و اکنون بازنشسته شده است. 
پیرس یک فروارد کوچک است و در سال ۱۹۹۸ در درفت سرتاسری ان بی ای در رتبه ۱۰ توسط بوستون سلتیکس انتخاب گردید.